# Kostni mozeg
Kostni mozeg (latinsko medulla ossium) je za hematopoezo specializirano tkivo v kostnih votlinah. Predstavlja 4 % skupne telesne mase (pri odraslem človeku torej tehta okoli 2,6 kg).

## Anatomija

### Vrste kostnega mozga
Poznamo dve vrsti kostnega mozga: rdeči in rumeni kostni mozeg. Rdeči sestoji zlasti iz krvotvornega tkiva, rumeni pa iz maščobnih celic. Krvne celice (rdeče krvničke, krvne ploščice in bele krvničke) nastajajo v rdečem kostnem mozgu. V obeh vrstah kostnega mozga so prisotne številne žile in kapilare. 
Ob rojstvu je ves kostni mozeg rdeč. Z odraščanjem se ga čedalje več spreminja v rumenega in pri odraslem je le še okoli polovica vsega kostnega mozga rdečega. Rdeči kostni mozeg se nahaja pri odraslih zlasti v ploščatih kosteh, kot so medenica, prsnica, lobanja, rebra, hrbtenica in lopatica, in v gobastem tkivu okrajkov (epifiz) dolgih kosti (stegnenica, nadlahtnica ...). Rumeni kostni mozeg se nahaja v kostnih votlinah v srednjem predelu dolgih kosti.
Rumeni kostni mozeg se lahko v primeru povečanih potreb, na primer pri obilnih krvavitvah, pretvori zopet v rdečega in s tem se poveča krvotvorna zmožnost organizma.

### Stroma
Stroma je tkivo kostnega mozga, ki ni neposredno povezano z njegovo krvotvorno dejavnostjo. K stromi kostnega mozga spada tudi rumeni kostni mozeg, ki predstavlja celo njeno glavnino. Tudi v rdečem kostnem mozgu se nahajajo stromalne celice. Čeprav ni vpletena neposredno v hematopoezo, pa predstavlja ustrezno mikrookolje, ki omogoča nastajanje novih krvnih celic v parenhimskih celicah. Ne nazadnje proizvaja kolonije spodbujajoče dejavnike, ki vplivajo na hematopoezo.
Celice, ki gradijo stromo:
- fibroblasti (vezivne celice)
- makrofagi
- adipociti (maščobne celice)
- osteoblasti
- osteoklasti
- endotelijske celice, ki tvorijo sinusoide

Makrofagi so pomembni zlasti za nastajanje rdečih krvničk, saj prinašajo železo, ki je potrebno pri tvorbi hemoglobina.

#### Mozgovna prepreka
Prepreko, ki onemogoča, da bi nezrele krvne celice zapuščale kostni mozeg ter zašle v krvni obtok, predstavljajo krvne žile. Le zrele celice, ki vsebujejo ustrezne membranske beljakovine, se lahko pričvrstijo na žilni endotelij ter ga prehajajo. To pregrado lahko prehajajo sicer tudi matične celice kostnega mozga, zato jih lahko pridobijo iz krvi, ne le neposredno iz kostnega mozga.

#### Matične celice
V stromi se nahajajo tudi matične celice, imenovane mezenhimske matične celice. To so pluripotentne celice in se lahko pretvorijo v diferencirane stromalne in druge celice (osteoklaste, miocite, hondrocite, adipocite in tudi v insulinske celice). S transdiferenciacijo lahko iz njih nastanejo tudi živčne celice.

## Vrste matičnih celic
V kostnem mozgu se nahajajo 3 vrste matičnih celic:
- matične krvotvorne celice iz katerih lahko nastanejo 3 vrste krvnih celic, ki jih nato najdemo v krvnem obtoku: bele krvničke (levkociti), krvne ploščice (trombociti) ali rdeče krvničke (eritrociti);
- zgoraj omenjene mezenhimske matične celice;
- endotelijske matične celice.